# Eparchie Salamas
Die Eparchie Salamas (lateinisch: Eparchia Salmasiensis) ist eine im Iran gelegene Eparchie der chaldäisch-katholischen Kirche mit Sitz in Urmia.

## Geschichte
Die Eparchie wurde durch Rom 1709 errichtet. 
Die Eparchie Salamas wird heute in Personalunion durch den Erzbischof der Erzeparchie Urmia verwaltet.

## Bischöfe der Eparchie Salamas
...
- Isaac-Jesu-Yab Khoudabache, 1894–1908
- Pierre Aziz Ho, 1910–1924
- Isaac-Jesu-Yab Khoudabache, erneut 1930–1939
- Abel Zayia CM, 1939–1951
- Zaya Dachtou, 1951–1972
- Samuel Chauriz OAOC, 1974–1981
- Thomas Meram, 1983–2024
  - Sedisvakanz seit 6. Januar 2024